# Mihail Moraru
Mihail Moraru (* 12. November 1891 in Mediaș, Kreis Sibiu; † 1953) war ein rumänischer Politiker der Rumänischen Arbeiterpartei PMR (Partidul Muncitoresc Român), der unter anderem zwischen 1948 und 1952 Kandidat des Politbüros des Zentralkomitees (ZK) der PMR war.

## Leben
Mihail Moraru besuchte nach der Grundschule drei Jahre die Handelsschule und war als Gießer tätig. 1946 wurde er Mitglied der Deputiertenkammer (Adunarea Deputaților) und vertrat in dieser bis 1948 den Wahlkreis Buzău. 1948 wurde er Mitglied der Großen Nationalversammlung (Marea Adunare Națională) und vertrat in dieser bis 1952 den Wahlkreis Brăila. Er wurde auf dem Sechsten Parteitag der PMR vom 21. bis 23. Februar 1948 Mitglied des Zentralkomitees (ZK) der PMR und übte diese Funktion ebenfalls bis zu seinem Tod aus. Zugleich wurde er auf diesem Parteitag auch Kandidat des Politbüros der PMR und gehörte diesem Gremium bis zum 27. Mai 1952 an.